# Habun jezik
Habun jezik (ISO 639-3: hbu), jedan od dva austronezijska jezika centralne ekstra-ramelajske podskupine, kojim govori 1 260 ljudi (2000) u Istočnom Timoru. Srodan mu je waima’a ili Waimaha [wmh].
Zajedno s jezikom tetun [tet] čini centralnu ekstra-ramelajsku podskupinu.

## Vanjske poveznice
- Ethnologue (14th)
- Ethnologue (15th)